# Ischnurges illustralis
Ischnurges illustralis là một loài bướm đêm thuộc họ Crambidae. Nó được tìm thấy ở Úc.

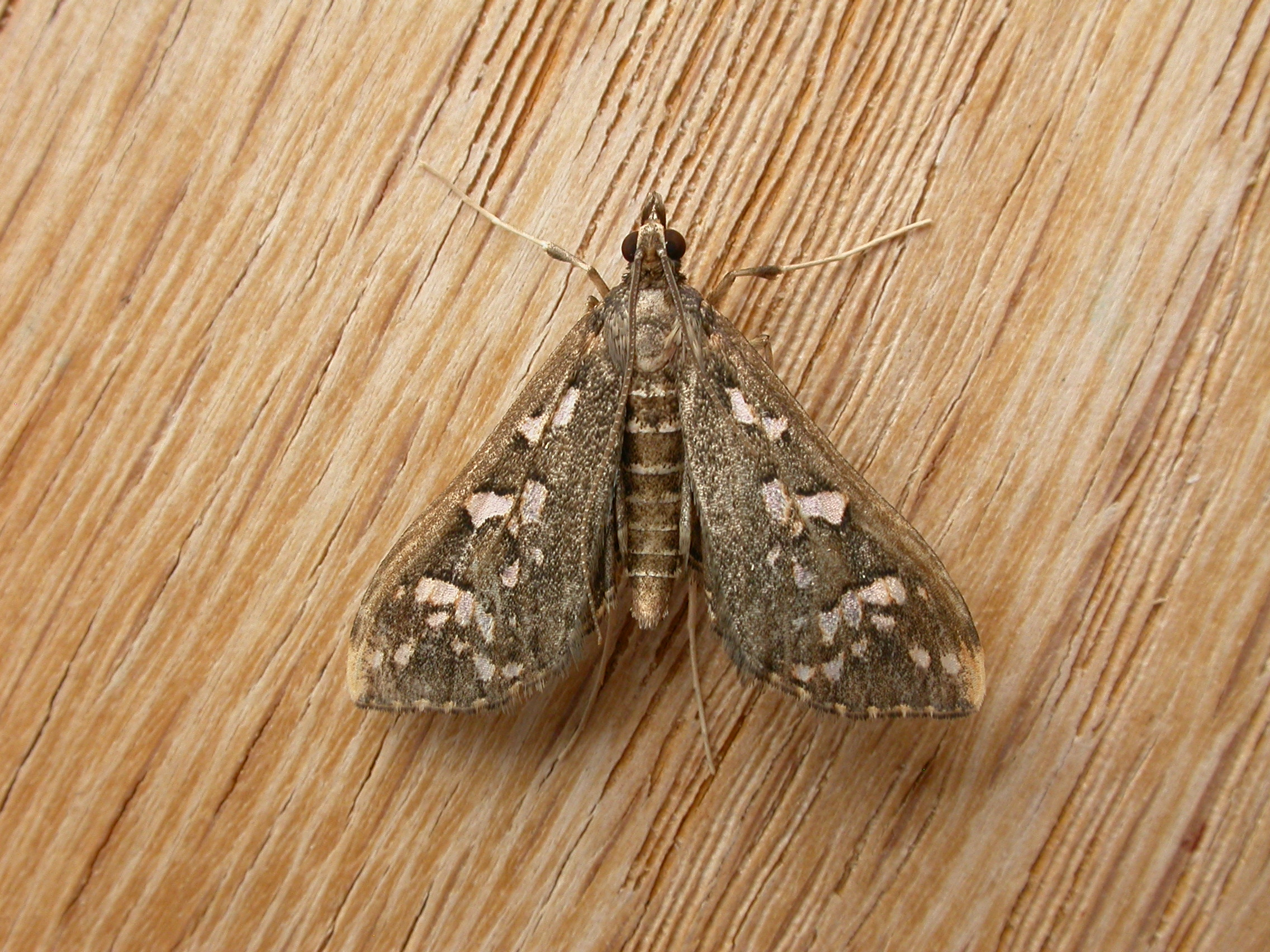

## Hình ảnh

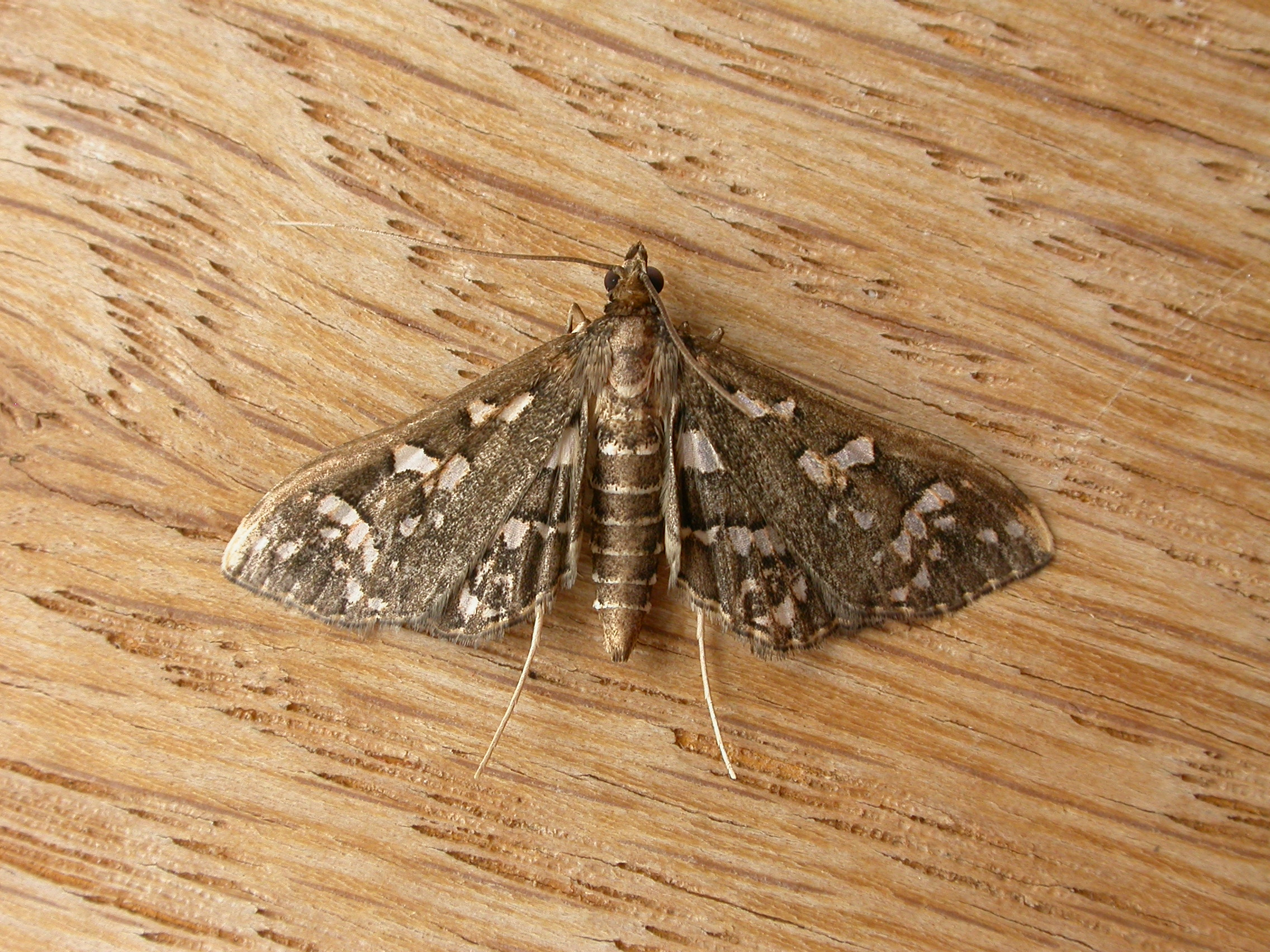